# Alima
För andra betydelser, se Alima (olika betydelser).

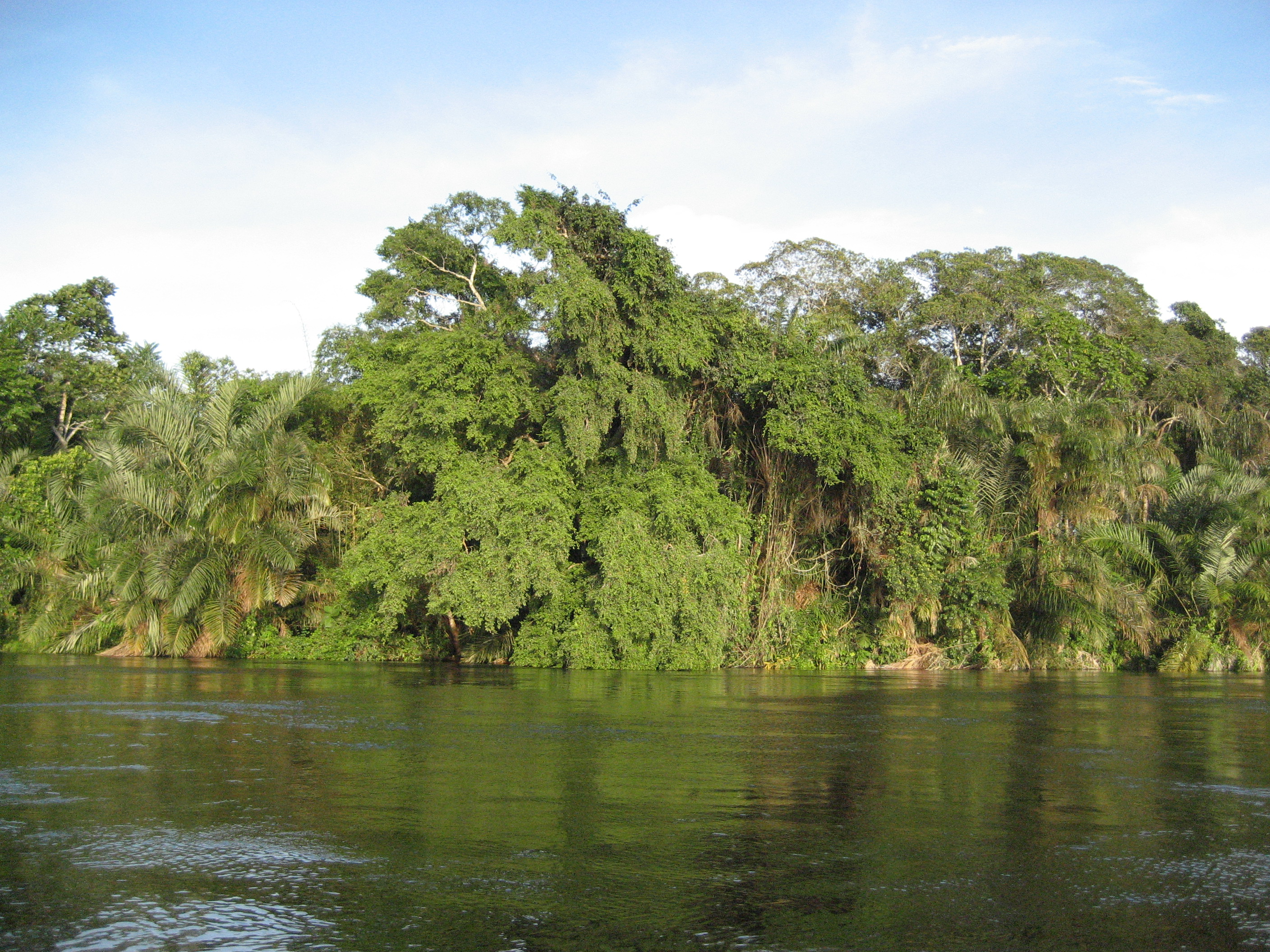
Alimafloden.

Alima är en flod i Kongo-Brazzaville, biflod från höger till Kongofloden. Den rinner upp på Akukujaplatån nära Ogooués källor, strömmar förbi orterna Okoyo, Boundji och Oyo, och mynnar ut i Kongofloden. Floden blev känd för européer 1878 genom Pierre Savorgnan de Brazza och kartlades 1883.